# Радкув (гміна, Клодзький повіт)
Гміна Радкув (пол. Gmina Radków) — місько-сільська гміна у південно-західній Польщі. Належить до Клодзького повіту Нижньосілезького воєводства.
Станом на 31 грудня 2011 у гміні проживало 9448 осіб.

## Площа
Згідно з даними за 2007 рік площа гміни становила 139.91 км², у тому числі:
- орні землі: 57.00%
- ліси: 35.00%

Таким чином, площа гміни становить 8.51% площі повіту.

## Населення
Станом на 31 грудня 2011:
| Опис     | Загалом | Загалом | Чоловіки | Чоловіки | Жінки | Жінки |
| -------- | ------- | ------- | -------- | -------- | ----- | ----- |
| одиниця  | осіб    | %       | осіб     | %        | осіб  | %     |
| все      | 9448    | 100     | 4756     | 50.34    | 4692  | 49.66 |
| міське   | 2526    | 100     | 1224     | 48.46    | 1302  | 51.54 |
| сільське | 6922    | 100     | 3532     | 51.03    | 3390  | 48.97 |

## Сусідні гміни
Гміна Радкув межує з такими гмінами: Клодзко, Кудова-Здруй, Нова Руда, Нова Руда, Щитна.